# غار همت‌آباد
غار همت‌آباد مربوط به دوران پارینه‌سنگی جدید - دوران فرادیرینه‌سنگی است و در شهرستان پاسارگاد، بخش مرکزی، دهستان کمین، ۷۰۰ متری جنوب غربی جاده فرعی روستای همت‌آباد واقع شده و این اثر در تاریخ ۳۰ بهمن ۱۳۸۶ با شمارهٔ ثبت ۲۰۸۰۳ به‌عنوان یکی از آثار ملی ایران به ثبت رسیده است.